# Flussbäder in Dresden

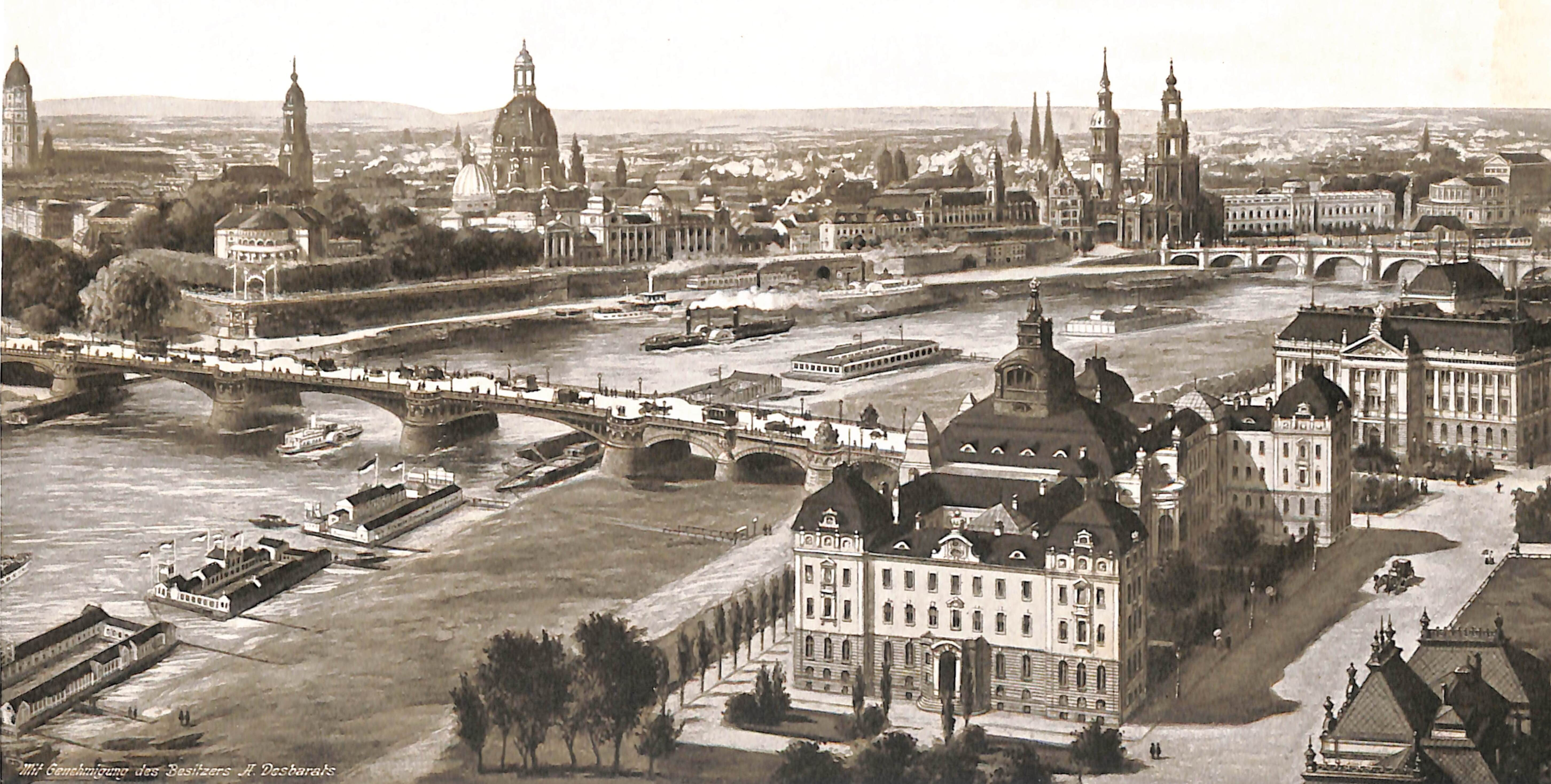
Flussbäder um 1900 rund um die Carolabrücke

Flussbäder in Dresden gab es vor allem an der Elbe, aber auch an der Prießnitz und der Weißeritz. Von 1786 bis 1947 existierten in der Stadt und in den eingemeindeten Vororten bis zu 30 dieser Einrichtungen.

## Geschichte

### Vorgeschichte
Kalte Flussbäder knüpfen wohl weit bis ins Mittelalter hinein an alte germanische Traditionen an, die selbst von Karl dem Großen gepflegt wurden, wenn er mit seinem Hof im Rhein badete. Noch sehr lange hielt sich diese Art und Weise, sich einerseits gründlich zu reinigen im Fluss und sich zugleich ein Vergnügen dabei zu verschaffen.

Wildbaden in der Elbe (um 1900)

Mehr und mehr wurde dann diese größtenteils „absonderliche Gewohnheit der Jugend“ verboten. In Dresden wurde es 1766 durch „Verordnung höchster Stelle“ völlig untersagt. Trotzdem gab es weiter „sorgenlose und törrichte Elbbadler“. Umso mehr schiebt man denjenigen die eigene Schuld am Tode ihnen selbst und anderer zu, denn: „Die Elbe ist eine Riesenschlange, die jeden Tag einen Menschen verschlingt.“ Baden an der Mündung der Prießnitz konnte ein finanzielles Nachspiel haben. Die Wohlfahrtspolizei achtete streng darauf. Zuwiderhandlungen wurden mit Geldstrafen bis zu 50 Mark oder mit Haft bestraft, schrieben die Dresdner Neuesten Nachrichten am 24. Mai 1913. Noch Anfang der 1950er Jahre ertranken immer wieder vorwiegend Jugendliche in der Elbe beim „Wildbaden“. In den über 200 Jahren der schriftlichen Überlieferung solcher Unglücksfälle mögen über 200 Menschen im Raum Dresden ertrunken sein. Der Reiz des Badens „im freien Wasser unter offenen Himmel“ (wie es Goethe im 18. Buch von Aus meinem Leben. Dichtung und Wahrheit nennt) ging wohl nie verloren. Die Abneigung gegen das Flussbad wich einer ständig wachsenden Akzeptanz, die auch durch Pädagogen wie Turnvater Jahn oder Johann Christoph Friedrich GutsMuths befördert wurde. So berichtet der bekannte Dresdener Schriftsteller Karl Gustav Nieritz in seiner „Selbstbiographie“ von 1872, „daß seine Mutter die Anlage des Söhnchens zur englischen Krankheit durch fleißige Bäder in der Elbe – zum Entsetzen der Nachbarsleute – beseitigt habe“. Auch Wilhelm von Kügelgen schwelgt in seinen „Jugenderinnerungen eines alten Mannes“ vom Bad in der Elbe. Gustav Friedrich Klemm, seiner Zeit Dresdens Oberbibliothekar, beschreibt in seinen kulturgeschichtlichen Briefen „Vor 50 Jahren“: „In den Erziehungsanstalten begann man auch die Furcht vor dem kalten Wasser zu bekämpfen; man steckte die Knaben ins kalte Wasser und lehrte sie schwimmen. Die guten Mütter zu Hause wollten allerdings nichts davon wissen und untersagten es den Knaben, wenn sie in den Fluß baden gehen wollten. Erst nach dem Kriege wurde dieses Vergnügen, den Knaben nicht mehr verkümmert, und in den 1920er Jahren konnte man bereits in den größeren Städten Schwimmunterricht erhalten.“
Die Wasser- und Sandbäder, unter anderem in und an der Prießnitz, waren lange Zeit beliebter als das Bad in Elbe. Auch Bäder in der Weißeritz wurden lange aufgrund der Gefährlichkeit der Elbe durch die rasche Veränderlichkeit des Strombettes in Folge „elementarer Ereignisse“ bevorzugt, auch wenn man hier weite Wege gehen musste, um einen annehmbaren Platz zu ergattern. Noch Canalettos Veduten (von 1747–1758 und 1763) zeigen keinerlei freie Elbebäder. Auch die Weck’sche Chronik von 1680 nennt zwar alle möglichen Vorzüge der Elbe, weist jedoch nicht auf die Möglichkeit des Badens in derselben hin.

### Erste Versuche 1754–1771 (Weipert, Anton)

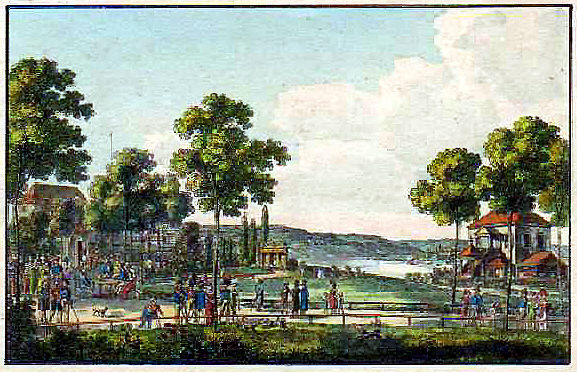
Lincke’sches Bad (um 1850)

Der erste Hinweis auf ein Flussbad in Dresden findet sich in der „Anzeige, Kurtze, was ein Curieuser nach Dresden reisender Passagier nothwendig zu observieren hat“. Dort wird beschrieben, dass „Der Kaufmann Herr Weipert ohnweit den Elbstrom ein ansehnliches steinern Gebäude aufsetzen lassen, worinnen derselbe ein Gesundheits-Bad von Elbwasser, welches in verschiedenen Beschwerungen dieser Menschen gute Dienste thut, anlegen lassen, das 1755 zustande kommen“. Diese am Lincke’schen Bad an der Mündung der Prießnitz in die Elbe hinter dem Schwarzen Tor existierende Badezelle ging jedoch 1771 ein, da niemand davon Gebrauch machte. Zu groß war wohl die Angst vorm Fluss.
Auch der Oberfloßinspektor der Elster- und Erzgebirgischen Flößerei Christian Gottlieb Anton, der in landesherrlichen Diensten stand, plante schon 1754 die Errichtung eines Elbebades, nachdem er auf den ehemaligen Stallamtswiesen vor den Toren der Stadt eine Gaststätte hatte errichten lassen. Diese florierte hervorragend. Die Damen dort unterhielten sich bei Kaffee und Kuchen, während die Männer eine Partie Kegeln spielten und die Kinder an den Elbwiesen herumtollten. Im Sommer kühlten sie sich zuweilen am Ufer ab, das jedoch zu steil war, um baden zu können. Durch Untersagung jedoch von allerhöchster Stelle wurde die Idee Antons keine Realität. Immer wieder wurden behördlicherseits starke Bedenken wegen der möglichen Behinderung der Schifffahrt hervorgebracht. Ganz zu schweigen von den ministerlichen und städtischen Aversionen wegen des sich den Mitfahrenden auf einem Schiff darbietendem Bild der Unsittlichkeit.

### Das Bad von August Andreoli 1786 bis Anfang der 1790er Jahre
Die zündende und durchdringende Idee hatte letztlich 1784 der am Dresdner kurfürstlichen Pageninstitut (hier wurden junge Edelleute ausgebildet und „mit allerlei ritterlichen Fertigkeiten versehen“) als Pagensprachmeister unter Lohn stehende Italiener August Andreoli. Er regte die Idee an, erfrischende Bäder in der Elbe als Teil des Erziehungsplanes einzurichten. Befördert wurde diese Idee vom Direktor des Institutes Major von Pöllnitz, zumal sich Andreoli auch anbot, diese Bäder auf eigene Rechnung und Gefahr zu errichten. Am 19. Mai 1785 wurde ihm die Konzession zur Errichtung einer Elbebadeanstalt erteilt.
Letztlich hatten die Argumente Andreolis überzeugt:
1. Verringerung der Gefahr des Zusammenstoßes mit den Schiffen, da das am Rande befestigte Bad nicht in die Fahrtrinne geraten konnte,
2. Verringerung der Unfälle selbst, da ein kontrolliertes Baden mit einer Abgrenzung nun bestand und
3. keine Verstöße gegen die Sittlichkeit, da durch die Verkleidung der Badezellen kein Einblick in das Innere des Bades möglich war.

Nur unter peinlichster und ständiger Kontrolle durch den Stadtrat und die Fischer-Innung konnte Andreoli seine Pläne verfertigen. Ständige Revisionen des Zustandes vom Bad wurden weit vorher angekündigt, entmutigten Andreoli jedoch nicht. Auch nicht der Umstand, dass die eigentliche Premiere am 24. Juni 1786 buchstäblich ins Wasser fiel, da heftige Gewitterregen und die folgende Elbeflut Teile der Anlage fortrissen. Nur wenige Tage später, am 5. Juli, eröffnete Andreoli seine Badeanstalt, die aufgrund „sittlicher Bedenken“ abseits der Stadt und Festung aufgestellt werden musste, vor dem Lincke’schen Bade auf der rechten Elbseite. Ausgewählt wurde dieser Standort nach kurfürstlicher Anfrage „wo niemand der Gefahr zu ertrinken ausgesetzt, der Wohlstand nicht beleidigt und die Schifffahrt nicht gehindert wurde“ von den beiden Ältesten der Fischer-Innung. Angeregt wurde von beiden auch, dass das Bad auf ein Floß zu setzen sei und so gebaut sein sollte, dass es im Winter zusammengeschlagen werden könne. Im Sommer sollten die Fischer die Aufsicht führen. Nicht von ungefähr nahmen die Fischer, als für Dresden sehr prägender Berufsstand die Führungsposition bei der Entwicklung der Tradition der Elbebäder ein. Viele der Elbefischer betrieben die Elbebaderei als zweites Standbein zum Überleben. Denn je mehr die Industrialisierung an den Ufern der Elbe ihre Fabrikblüten trieb, schritt das allmähliche Sterben der Flussfischerei einher. Die lange Fischertradition findet spätestens nach dem großen Fischsterben 1947/48 ihr Ende.
Der Bau von Andreolis Elbebadeanstalt mit hatte die Ausmaße von 60 Ellen Länge (etwa 31 Meter) und 10 Ellen Breite (etwa 5,2 Meter) wurde mit Kosten von 102 Talern und 4 Groschen veranschlagt, woran man sich in der Ausführung – abgesehen von den gravierenden Mängeln der Befestigung und den fehlenden Klingeln in den Kabinen – letztlich auch annähernd hielt. Der in Dresden bekannte Zimmermeister Rösler baute sie und ließ diese durch mehrere Abnahmekommissionen begutachten. Der Vizekanzler von Burgsdorff hielt dazu fest, dass man „wegen des häufigen Ersauffens und Verunglücken der Menschen“ im Fluße nun nicht mehr in Sorge sein müsse und nicht mehr bedrückt sein werde von „der Unsittlichkeit des Badens im offenen Fluße“.
Das Etablissement bestand aus verschieden großen Zellenbädern, die im Gegensatz zu den späteren Elbebädern noch nicht mit einer Dielung versehen waren. Sie besaßen nur Verkleidungswandungen, die bis zum Elbgrund hinabreichten und deshalb die stetige Beobachtung des Wasserstandes und gegebenenfalls eine Veränderung des Standortes nach sich zogen. Tagsüber wurde das Bad vornehmlich durch das Pageninstitut sowie das Kadetten-Korps genutzt, das unter Anleitung eines italienischen Schwimmmeisters in „Wasser-Gymnastik und Schwimmen“ unterrichtet wurde.
Viele Dresdner erlernten in den Elbebädern in den Sommermonaten das Schwimmen. Während dieser Zeit konnte gegen Entrichtung eines „Entree“ das Bad öffentlich benutzt werden. Die Zeitung schwärmte: „Das Werk steht auf einer starken Holzflöße und die Badewannen sind bewegliche Behältnisse, in denen man auf schiefgehenden Stufen bis auf den Elbgrund hinabsteigen kann.“ Man lobte die Idee und Ausführung in höchsten Tönen und berichtet weiter: „das Publikum badet hier für zwei, drei, vier, sechs, acht und zwölf Groschen mit vieler Bequemlichkeit, kann sich auch mit Liqueurs, Erfrischungen und schöner Aussicht auf die Elbe ergötzen“. Noch im ersten Jahr wurden die Anlagen verbessert. So ergänzte Andreoli mehrere Badezellen mit Holzböden. Dies tat er insbesondere deshalb, um die Anstalt auch für Frauen attraktiv zu machen. So wurden manche Stunden am frühen Nachmittag und die „5. Stunde“ ausschließlich für Damenbesuch reserviert. Eigens zu deren „Aufwartung“ wurde weibliche Bedienung eingestellt. Entsetzte Frauenschreie gellten durch die Zellen, als junge Männer entdeckt wurden, die sich fast perfekt als Umkleidedamen herausgeputzt hatten, dennoch von einer älteren Dame erkannt, und unter wüsten Beschimpfungen des Bades verwiesen wurden. Ebenso ersannen es Jungs zum Freizeitsport, unter die Zellen zu schwimmen, um kurz darauf im Innern derselben wieder aufzutauchen. Auch bösartige Versuche des „manipulierten Ablegens des Bades aus Ufernähe“ sowie die unfreiwillige Umfunktionierung zum Flussboot mussten scheitern aufgrund wachsamer Badeposten. Im Falle des Gelingens hätte dies durchaus katastrophale Folgen haben können.
Das erste Dresdner Elbebad ging nach einigen Jahren – Anfang der 1790er – wieder ein, kurz nach dem Andreoli aus familiären Gründen Dresden verlassen musste. Es dauerte sehr lange, ehe diese Tradition ihre Fortsetzung fand, obschon die Erkenntnis, dass „das Baden der Gesundheit zuträglich sey“ im 18. Jahrhundert in weite Kreise der Bevölkerung vorgedrungen war.
Der „Dresdner Chronische- und Geschichtskalender auf das Schalt-Jahr 1824“ würdigt die ersten Bäderinitiativen von 1786 im Nachhinein wie folgt: „Im Juni desselben Jahres wurde auf dem rechten Elbufer ein Flußbad auf einer Holzflöße errichtet, welches theils aus einem oben offenen Raume für die das Baden im Freien wünschenden, theils aus geschlossenen und gedeckten Gemächern bestand, in welchen man auf Stufen zwischen Gatterwerk bis auf den festen Brettergrund in das durchströmende Wasser hinabstieg. Diese hier neue Erscheinung war ebenso erfreulich als auch wohltätig für die Gesundheit, insofern zu deren Erhaltung das Baden im fließenden, von der Sonne natürlich erwärmten Wasser unter gehöriger Vorsicht ganz vorzüglich gehöret. Da unvermögende Leute, so die badelustige Jugend, von diesem Institut wegen des Aufwands, wiewohl solcher verhältnismäßig sehr gering war, keinen Gebrauch machen konnten, wurde eine Strecke stromaufwärts ein anderes Bad abgesteckt und mit Wänden umgeben, dessen Gebrauch unentgeltlich war. Diesem folgten späterhin an mehreren verschiedenen Orten des Stroms weitere Badestellen, die entfernt genug von den gewöhnlichen Spaziergängen waren, und wenn seitdem sich dennoch das Unglück des Ertrinkens beim Baden zuweilen ereignete, so war daran immer entweder die Unvorsichtigkeit in zu schnellem Einsteigen oder die Keckheit im Überschreiten der abgesteckten Grenzen an solchen Unfällen schuld.“
Trotzdem gab es bis 1826 kein betriebenes Elbebad mehr. Stattdessen sah man „Ohngescheut und ohne alle Rücksicht auf Wohlstand und Sittlichkeit, aber auch Furcht für die Gefahr, … Soldaten und andere rohe junge Leute noch dazu ohnweit der Brücke …“ wild baden.

### Boom der Badeanstalten ab 1826

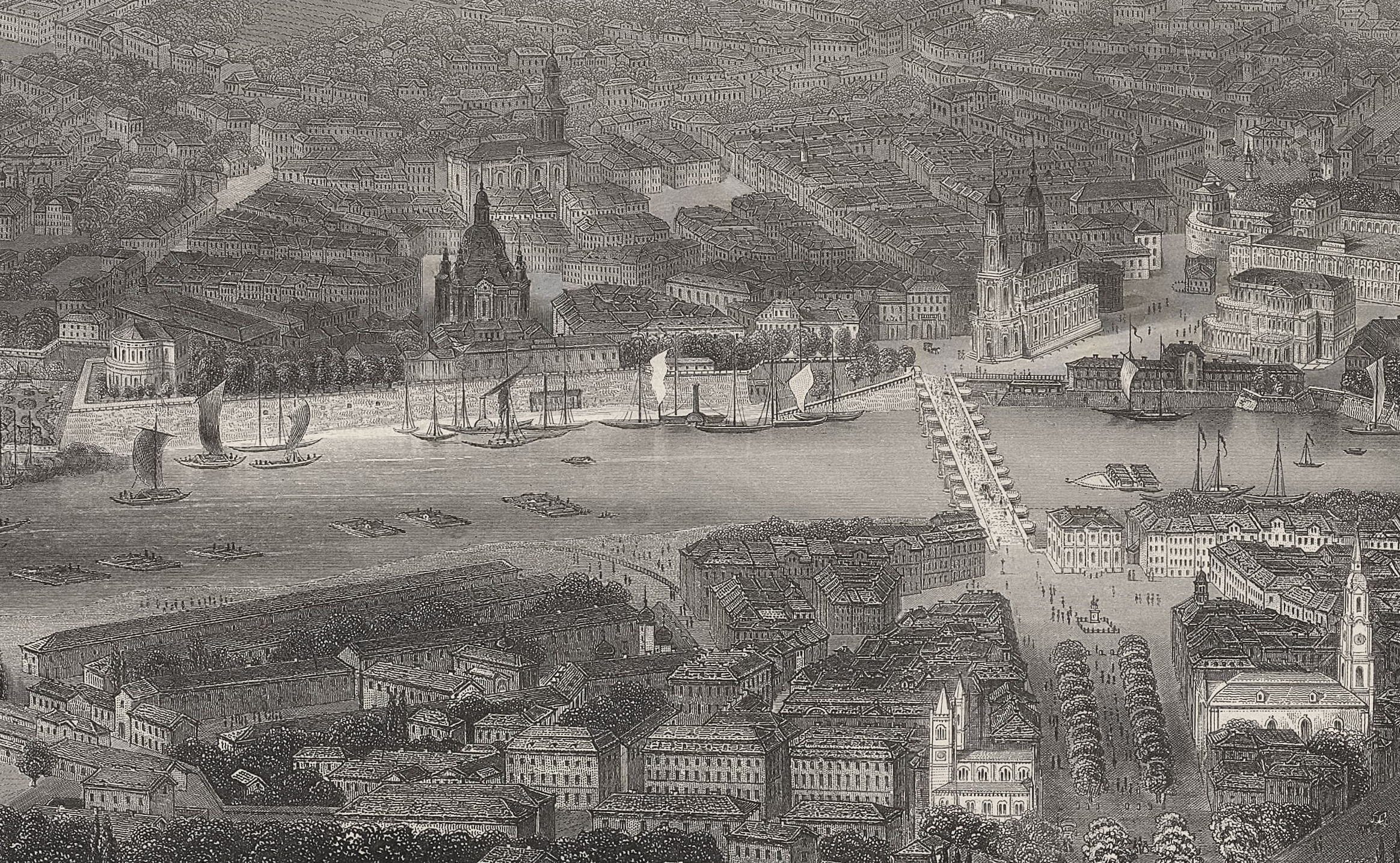
Flussbäder um 1850 rund um die Augustusbrücke

#### Gasse’sche Badeanstalt
Nach den Jahren des Wildbadens trotz aller Verbote war es dann der Oberälteste der Fischer-Innung Gasse, der im Jahre 1826 die nach ihm benannte Badeanstalt begründete. Sie war vom Aufwand des Bauens her kaum vergleichbar mit dem Bade von Andreoli. Damals waren noch einzelne Badezellen installiert. Gasse montierte auf einem Floß eine bloße Umzäunung von Brettern. Innerhalb derer wurde ein Weg um das Wasserbassin geführt und Bänke zur Ablage der Kleider aufgestellt. Den Obolus für das Entree minimierte Gasse auf einen Groschen pro Person für eine einmalige Benutzung seiner Badeanstalt. Diese neue Art des Badens prägte in den Jahrzehnten danach wesentlich das Bild der „beschwommenen Elbe“.
Es ist zu unterscheiden zwischen den Kastenbädern, wo einem gemeinschaftlichen Bad (dennoch getrennt nach Geschlechtern – nur Krügers und Blochmann’s Badeanstalten boten in den 1840er Jahren die Möglichkeit „gemischten“ Badens) gefrönt wurde und den Zellenbädern. Diese waren auf Flößen mit eingelassenen Körben installiert und wurden deshalb im Volksmund auch Korbbäder genannt. Hinzu kamen die einfachen Badestellen, die es an der Elbe in großer Anzahl gab und die lediglich über eine Abgrenzung, Umkleidehäuschen und eine Bademeisterkabine verfügten. Hier trafen sich Frau und Mann, Kinder, Alt und Jung bis spät abends am Ufer der Elbe. Oft existierten die verschiedenen Badeanstalten direkt nebeneinander und zogen das unterschiedlichste Publikum an.
Unterschiedlich in diesen Bädern war nicht nur die Art und Weise der Körperpräsentation und der Kommunikation mit anderen, sondern auch die zu zahlenden Entgelte. Diese differierten von 2 Groschen und 5 Pfennig für Einmalbaden bei Weber’s zu 1 Groschen bei Naumann’s. So billig jedoch wie die städtischen, subventionierten »5-Pfennig-Bäder« konnten sie nicht sein. Die städtische Konkurrenz brachte viele private Badbesitzer an den Rand des Ruins: sie mussten ihre Bäder verkaufen, um sie später zurückzupachten. Erst recht in der Zeit der Inflation der 1920er Jahre war dies gängige Praxis.
Nach und nach kam der Zuspruch für die Gasse’sche Badeanstalt. „Der Besitzer und seine Gehilfen unterrichteten das Schwimmen im Bassin und im freien Elbstrom, die Bänke wurden durch besondere Garderoben ersetzt, auch die Effekten der Badenden so streng beaufsichtigt, daß man nur selten von einem Diebstahl daselbst hörte, während die damals im freien Strome Badenden darüber manch unangenehme Erfahrung machten.“ Für einen Aufwind in der Benutzung der Elbebäder sorgten auch die Einhaltung der von Anbeginn strengsten Regelungen zur „Wahrung des Anstandes beim Baden, die Sicherheit des Eigentumes, die Gelegenheit, die Schwimmkunst sicher zu erlernen, und die Sauberkeit der Einrichtung“. Angefangen von der strengen Kontrolle des Auf- und Abbaus der Bäder durch jeweils die Ältesten der Fischer-Innung und durch einen vom Stadtrat Bestellten „bis hin zur unausnehmlichsten Legitimation des Aufbaus durch bekannte Zimmermeister (die diese Aufträge ihren Nachfolgern über Jahrzehnte vererbten) hatte alles seine Ordnung und trug somit zur Beruhigung der teils obrigkeitlichen und erhitzten Gemüter bei.
Geregelt war auch konsequent die Zeit des Verbleibens in der Badeanstalt. Konnte man in den großen Kastenbädern sich bis zu einer Stunde vergnügen, war dies in den Korbbädern um die Hälfte minimiert.“ Jedoch konnte jederzeit bei großem Andrang die Badezeit bis auf eine Viertelstunde heruntergesetzt werden. Das Baden ohne Badehosen war ebenso verboten, wie das „kokettieren mit Vorbeifahrenden“. Im Regulativ von 1839 heißt es dazu: „Sobald eine Gondel mit Fahrgästen in die Nähe der Bäder gelangt, so haben sich die Badenden zurückzuziehen und es ist ausdrücklich untersagt in einem solchen Zeitpunkt früher in das Wasser zu springen, als bis die Gondel entfernt ist.“
Konnte einem Badbesitzer die Nichteinhaltung eines geringsten Teils der Vorschriften nachgewiesen werden (Akten bergen nicht wenige Hinweise von Denunzianten, privaten Neidern und regelrechten Gegnern), drohte ihm die Versagung der Konzession für die nächste Saison. Kleinliche Fehlersuche bei der Einhaltung der hygienischen Vorschriften war angesagt, wenn eine Beschwerde eines Besuchers „wegens Beeinträchtigung des Wohlbefindens durch im Bassin vor den eigenen Augen herumschwimmenden menschlichen Ausscheidungen“ einging. Dass dies nicht all zu selten vorkommen konnte, war auch durch die an den Seiten der Bäder angebrachten sogenannten Rechen nicht zu verhindern. Häufige Verschmutzungen traten zudem auf, wenn tags zuvor oder erst recht tagsüber in Fließrichtung eine „Pferde- oder Elefantenschwemme“ war, oder wie im Beispiel der Gasse’schen Anstalt, eine in der unmittelbaren Nähe aus den Kasernen kommende Schleuse „das Wasser zum Baden untauglich und auch ungesund machte“.
Die elbaufwärts gelegenen Loschwitzer Badelustigen hatten über solcherlei Unrat weniger Klage zu erheben als die nachfolgenden, insbesondere linkselbisch liegenden Bäder.” Immer strengeren und zugleich groteskeren Ausdruck nahmen die Bäderregulative von städtischer und landesherrlicher Seite an.
Unbedingt mussten die Badenden „bey ihren Übungen bis zum Kopf im Strom getaucht sein“ und es musste garantiert sein, „daß ihre Formen nur beim Aus- und Einsteigen sichtbar werden“. Angesichts der herannahenden oder zu langsam ablegenden Gondeln musste dies wiederum im höchsten Tempo geschehen, damit die Gondelinsassen nicht unsittlich „berühret werden“ konnten. Dennoch ließen die Dresdner sich keinesfalls von solcherlei Art Restriktion in ihrem Badedrang negativ beeinflussen. Immer wieder gingen die Badeanstaltsbesitzer gegen die Verschärfung der Verordnungen vor. Die Argumente der Stadtpolizei unter Verwendung von Unfallbeispielen wurden mit der Zeit immer mehr entkräftet, da durch die Verankerung der Bäder am Elbufer die Flussmitte kaum noch für die Schifffahrt beeinträchtigt wurde. Ebenso wurde der Gondelverkehr kaum mehr behindert. Die Badbesitzer entledigten sich dieses Beschwerdeproblems, indem sie eigens angestellte Gondoliere den Zubringerdienst zu den Bädern verrichten ließen. Für einen halben Groschen fuhr man sicher zum Vergnügen hin und zurück. Unkompliziert gelangte man dann von der Landestelle in das Badinnere, denn direkt bis an den Eingang durften die Gondoliere nicht fahren. Ebenso streng war auch die Dauer ihrer Fahrt geregelt wie das „unbedingte Verhindern eines gegenseitigen Behinderns“.

#### Weitere Bäder
Der Gass’schen Badanstalt folgte 1830 ein von Schuldirektor Blochmann angelegtes Bad. Kurz zuvor oder zeitgleich geschah das mit der Eröffnung der als „Fischerbad“ bekannten Anstalt, die 1837 durch ein Gewitter zerstört wurde, bei dem auch „zwei Knaben jämmerlich ertranken“. Blochmann nutzte sein Bad ausschließlich für die von ihm gegründete Erziehungsanstalt als eine Art Schulbad.

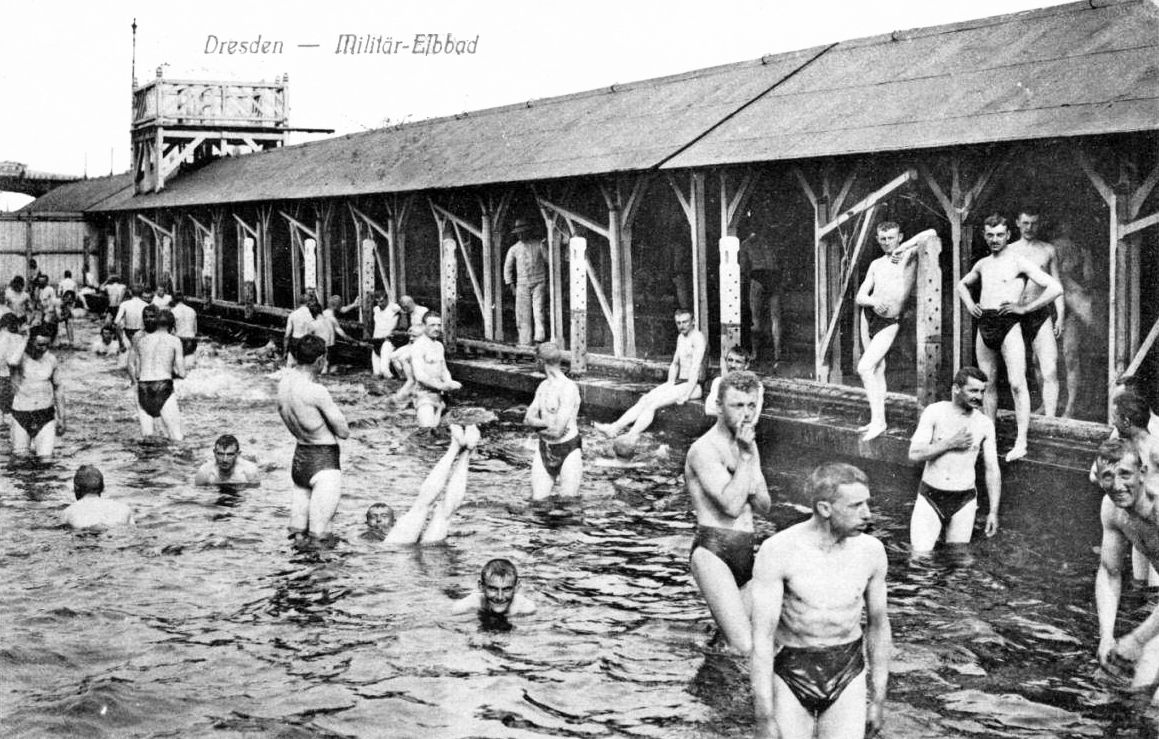
Militär-Elbebad (1915)

Diesem folgte die Errichtung einer Militärbadeanstalt am Neustädter Ufer – wiederum mit Aufstellung von sogenannten Badehäuschen. Die Nähe zum Militärhospital und zur Kaserne waren für die Standortauswahl entscheidend. Das Bad diente zur Abhaltung der Leibesübungen „für die Ertüchtigung der soldatischen Körper“. Einer Erweiterung des Bades verwehrte sich die Stadt lange, ebenso die benachbarten Badeanstalten. Das Treiben wurde immer bunter und es entfaltete sich dadurch auf der Elbe ein reges Leben, „fröhlich tummelt sich in diesen mit deutschen und sächsischen Flaggen geschmückten Anstalten die Schaar der Knaben und Scherzen daraus erklingt, wenn das Dampfschiff vorübergleitet“.

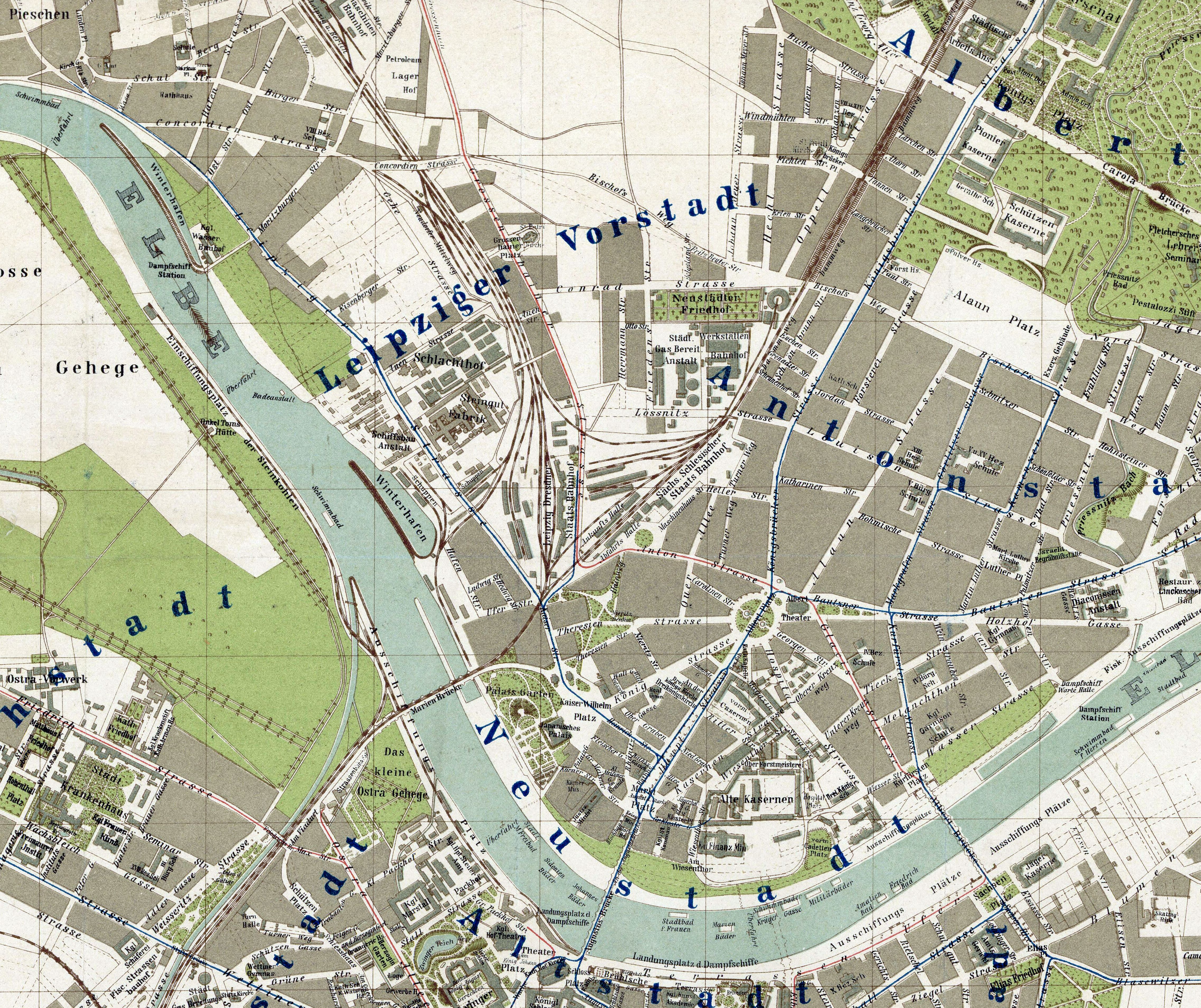
Karte der 1890er Jahre mit 17 Flussschwimmbädern

Auch bei den Flussbädern gab es Streit um den Rang des Erfinders. Begleitet war dieser Kampf von Denunziationen, Brotneid bis hin zu tatsächlichen „Warnübergriffen“. So nahm Anfang der 1840er Jahre der Schiffsmühlenbesitzer Karl Gottlob Eichler für sich in Anspruch „noch ehe die hiesigen Fischer daran dachten, in dem Elbstrome für das badende Publikum Badeanstalten zu errichten, hatte dasselbe hiermit durch mich die Erquicklichkeit und den Nutzen derselben kennen gelernt, in dem ich schon vor einer langen Reihe von Jahren begann, unterhalb meiner bei Neudorf gelegenen Schiffsmühle mit der Errichtung eines solchen Elbbades einen Versuch zu machen“. Diese Badeanstalt, die er in ihrer Form und Größe jedoch nicht benennt (was einen Vergleich mit den Dresdner Anstalten unmöglich macht), fand wohl sehr regen Zuspruch und wurde ständig – wenn auch behördlich behindert – erweitert.
Eine chronologische und örtliche, als auch besitzstandsmäßige Statistik der Elbebäder ist aufgrund der hohen, vorwiegend staatlich restriktiv bedingten Mobilität der Elbebäder und ihrer Besitzer kaum möglich. Selbst die schon genannten gestandenen Familien mussten weichen oder gaben auf. Die Namen der teilweise bis zu 20 Elbebäder wechselten oftmals oder sie fehlen in den Akten ganz. Nachfolgend sind auch Bäder im zum damaligen Zeitpunkt noch nicht zu Dresden gehörenden Gemeinden enthalten.
Auf dem linken Elbufer, direkt am Ostragehege entstand 1839 eine Badeanstalt mit fünf Badehäusern. Die Schallersche Anstalt war am Ufer befestigt und wies einen durchschnittlichen Wasserstand der Körbe von 1,25 bis 2,25 Ellen (0,65 bis 1,16 Meter) auf. Diese Anstalt bestand bis Anfang der 1890er Jahre, musste dann jedoch erst einem Pionierübungsgelände und später den Ausbauplänen am Alberthafen weichen. Obwohl ein neuer Standort in der Nähe zur Befriedigung der Badebedürfnisse der Neustädter und Friedrichstädter gesucht wurde, konnte dieser erst 1906 als städtisches Elbebad unterhalb der Überfahrtsstelle nach Übigau gefunden werden.
In der Nähe, etwas vor Stetzsch wurde 1914 ein Elbebad mit zwei großen Gemeinschaftsbassins eingerichtet, das auch von den Gemeinden Kemnitz und Briesnitz stark genutzt wurde. Annähernd 30.000 Besucher zählte es in der Zeit von Juni bis September. Dieses Bad hatte bis weit in die 1920er Jahre Bestand, fiel dann jedoch der Inflation zum Opfer. Auch die in der Nähe in die Elbe abgeleiteten Abwässer hatten teilweise horrende Auflagen und Nutzungsverbote zur Folge, was den Niedergang des Badebetriebes an dieser Stelle begünstigte.
Auch Cotta hatte sein Elbebad. Es war wohl eines der modernsten Anfang des 20. Jahrhunderts. Neben einem Gesellschaftsbad für Frauen und Männer gab es auch Einzelbäder, in deren Räumen sich die Besucher allein vergnügen konnten.

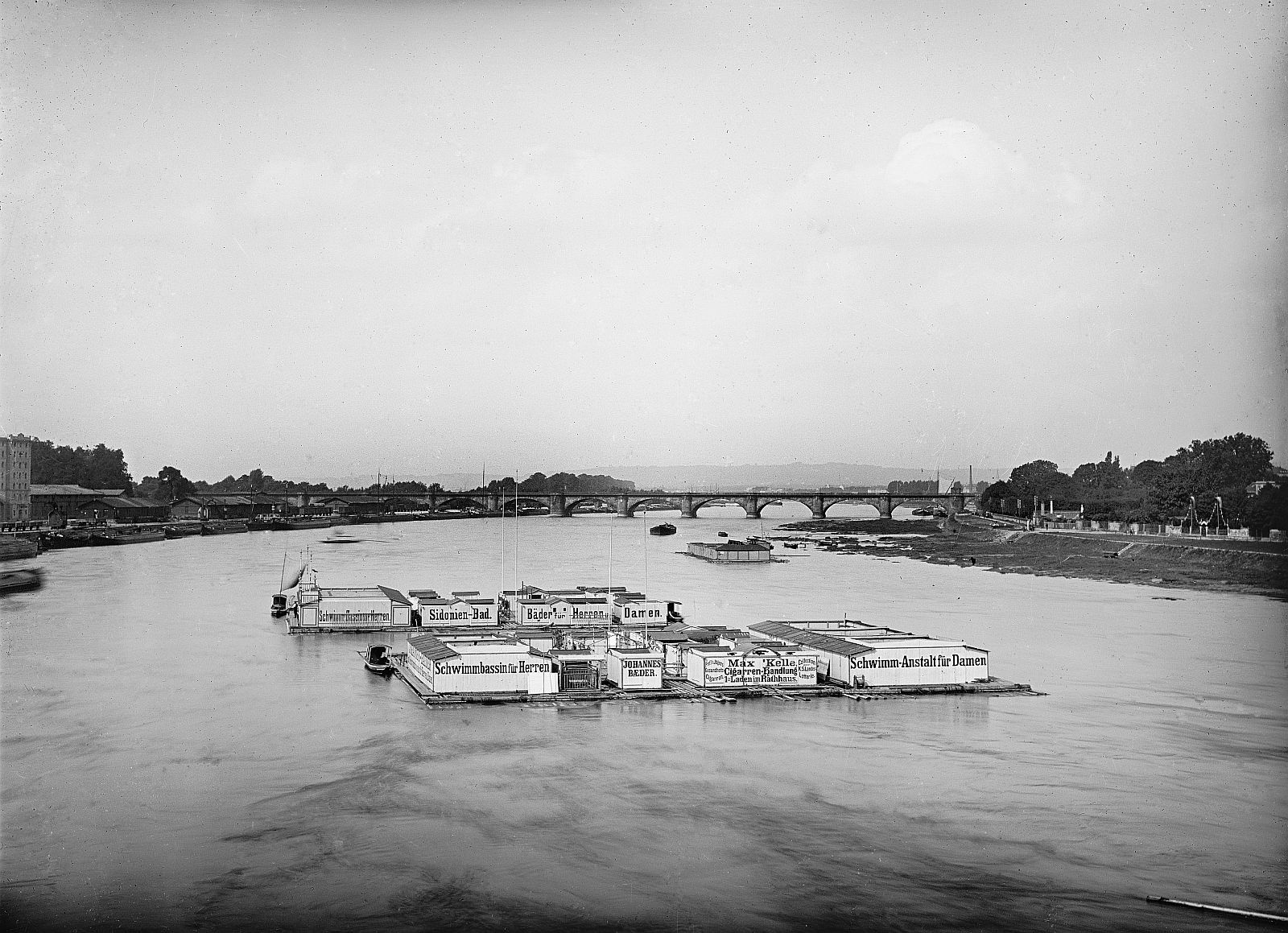
Johannes- und Sidonien-Bäder

Auf der rechten Elbseite unterhalb der Schiffsmühle vor dem Leipziger Tor wurden 1836 fünf Badehäuschen aufgebaut, wovon sich vier davon auf einem Floß in der Elbe und eines an Land befanden. Vor Eröffnung ließ der Älteste der Fischer-Innung wie stets seine gestrengen Augen über alle Bestandteile des Bades wandern. Diese, von Carl Gottlob Eichler gepachteten Häuschen erhielten 1843 den Namen Johannes-Bäder. Jahre später wurden sie von der Fischer- und Badbesitzer-Dynastie Krüger und Company aufgekauft, die bis Anfang der 1940er Jahre noch Bäder betrieben. Der Preis für den Eintritt hier betrug 1860 für ein Bad zwei Groschen und fünf Pfennig, Kinder bezahlten zwei Groschen. Angeboten wurden auch Sommer- und Monats-Abo für drei Taler bzw. einem Taler und 15 Groschen.
Das Städtische Pieschner Bad in der Nähe der Gaststätte Onkel Toms Hütte war ebenso bekannt wie das nebenan liegende Kastenbad von Hottewitzsch. Beide Bäder bekamen Ende des 19. Jahrhunderts einen neuen Standort zwischen Marien- und Augustusbrücke.
Auf der rechten Elbseite trafen sich viele Neustädter im Städtischen Freibad. Es war eines der ersten Bäder, das – städtisch subventioniert – über Jahrzehnte nur fünf Pfennige Eintritt verlangte und die Reihe der im Volksmund bekannten „5-Pfennig-Bäder“ begründete.

Sidonien-Bäder

Auch nicht teuer (zwei Groschen), aber als gemischte und gemeinschaftliche Badeanstalt gern genutzt, waren die Sidonien-Bäder. Mit teilweise bis zu 40.000 Besuchern im Jahr waren sie sehr beliebt. Sie gehörten der Fischerfamilie Christian Naumann.
Die Karls-Bäder lagen oberhalb der Marienbrücke. Sie gehörten Gottfried Weber und wurden 1841 erstmals aufgebaut. Die 12 Badehäuschen in zwei Reihen zu je sechs bildeten den Grundstock für das spätere städtische Freibad. 1895 wurden diese beiden Bäder aufgrund der Verlegung der Weißeritz nach oberhalb der Marienbrücke geschleppt.
Dem folgten die Johannes-Bäder, die 1843 von Krüger gegründet wurden. Sie existierten zeitweise auch unter städtischen Namen bis in die 1920er Jahre.

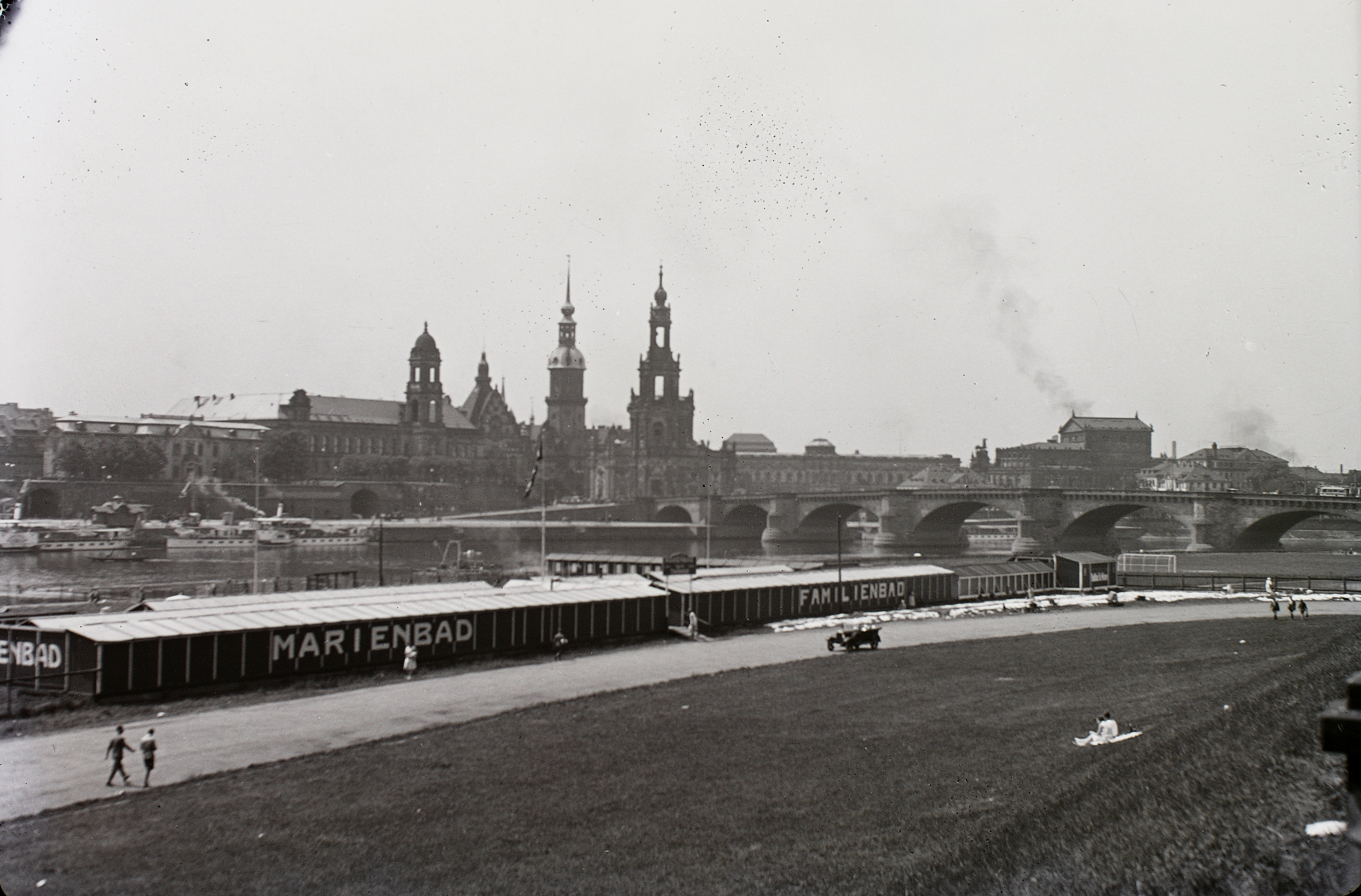
Die Marien-Bäder an ihrem Standort am Finanzministerium (1927)

Weiter unterhalb der Marienbrücke gelegen waren die Marien-Bäder. Sie sind ebenfalls ein gutes Beispiel für den häufigen Standortwechsel der Bäder, denn spätestens seit den 1880er Jahren ankerten diese, 1838 ebenfalls von der Familie Gasse gegründet (Besitzer war Wilhelm Gasse), vor dem späteren Königlichen Finanzministerium. Eine große abgetrennte Freischwimmfläche modifizierte Ende des 19. Jahrhunderts das eigentliche, aus 10 Badehäusern in zwei Reihen angeordnete Bad (mit einer ursprünglichen Korbtiefe von 2,5 Ellen) und nahm vorwiegend den Charakter eines Elbe-Strandbades an. Diese Tendenz setzte sich auch in den anderen Bädern durch, wesentlich ab 1922. In dem Jahr wurde das Baden in der Elbe generell freigegeben, natürlich nur denjenigen „die des schwimmen’s vollständig kundig und mit den Verhältnissen des Stromes betraut sind“.
Die stadtbekannte Fischerfamilie von Samuel Gottlieb Weber gründete 1842 die Augustus-Bäder, bestehend aus 14 Badehäusern in zwei Reihen. Die Besonderheit dabei war, dass jedes der Badehäuschen von bis 2,25 Ellen Tiefe auf einer eigenen schwimmenden Balkenanlage montiert war. Diese Bäder gingen dann nach dem Verkauf in städtisches Eigentum über und wurden später als Stadtbad für Knaben genutzt.

Krüger’s Allgemeine Bade- und Schwimm-Anstalt (um 1906)

Nach der Königin-Carola-Brücke gelegen, war die von Fischermeister Christian Krüger 1830 für Männer und Knaben gegründete Allgemeine Bade- und Schwimm-Anstalt eines der ersten Kastenbäder in Dresden überhaupt. Mit einer Länge von 37 Metern und einer Breite von 10 Metern wies das gemeinschaftliche Bad beachtliche Maße aus. Hinzu kam ein größeres Haus zum Aus- und Ankleiden (13 × 6 Meter). Das Bassin selbst wurde mit vier Bretterwänden gegen „allerley ungehörige Blicke“ abgeschottet und war von allen Seiten innerhalb des Baderaumes begehbar.
Oberhalb von Krüger’s Johannes-Bädern befand sich das „Ur-Kasten-Bad“ von Dresden: die Gasse’sche Schwimm-Anstalt, mit einem nach dem Generalumbau angelegten Bassin von 350 Quadratmetern Schwimmfläche. Auf siebzehn Balken stand außerdem ein Umkleidehaus mit 50 Quadratmetern Nutzfläche. Diese beiden Badeanstalten wechselten ihren Standort nur zweimal und konnten bis zum Ende der 1920er Jahre die oft schweren Zeiten überstehen. Sie hatten mit durchschnittlich 35–40.000 Besuchern je Bad die höchsten und konstantesten Besucherzahlen aufzuweisen und erhielten deshalb auch nicht geringe städtische Zuschüsse.
Als Nächstes folgte das schon erwähnte Militärbad zwischen der Königin-Carola-Brücke und der Albertbrücke, das noch bis 1945 Bestand hatte.
Die Friedrichs-Bäder, bestehend aus neun Badehäuschen (dreireihig hintereinander) am Steinweg, waren das erste Familienbad. Hier war das Badehäuschen „N° 7“ mit einem Korb in zwei Abteilungen gegliedert zu je einer Elle und 2,5 Ellen Tiefe. Relativ teuer war mit zwei Groschen der Eintritt dennoch nicht, bedenkt man, dass die Familienkabine nur 3 Groschen kostete. Dieses, Christian Andreas Weber gehörende Bad, war sehr stark frequentiert, wohl geschuldet auch der Regelung des Badwechsels nach einer Viertelstunde Schwimm- und Planschvergnügen.
Die Naumanns gehörenden Amalienbäder waren ursprünglich rechtselbisch angesiedelt, mussten dann 1894 ihren Standort verlassen und unterhalb der Albertbrücke ankern, aus „sittlich nicht vertretbaren Visualitäten“, wie es hieß. 1839 ins Leben gerufen, unterhalb der Vogelwiese am Elbufer in der Johannstadt gelegen und aus 9 Badehäusern (3 × 3 hintereinander) bestehend, wechselte ab 1867 die Besitzerschaft der Amalienbäder zu Hottewitzsch, dem schon erwähnten Fischermeister. Lange Zeit wurde der alte Name beibehalten, bis Arthur Naumann 1901 alles endgültig zurückkaufte.
Die Schwimmanstalt von Naumann war linkselbisch unterhalb der Gaststätte Antons gelegen und 1839 dem Coselschen Garten gegenüber als Kastenbad (240 Quadratmeter und zusätzliches Umkleidehaus von 20 Quadratmeter) zusammengezimmert worden. Hier wurden für ein Sommer-Abo 2 Taler verlangt, für ein Bad im Bassin nur 1 Groschen. Es war somit eines der billigsten Bäder Dresdens.
Das Blochmannsche Bad (ab 1894 Stadtbad für Männer) hatte bis zum Ende der Weltwirtschaftskrise Bestand und verfügte über ein gemeinschaftliches Badehaus (24 × 8 Meter). Es war das erste Bad mit einem Rechen auf der äußeren, flussaufwärtigen Seite. Hier konnte „alles Unheil von Anton’s oder anderswoher kommend“ abgewehrt werden.

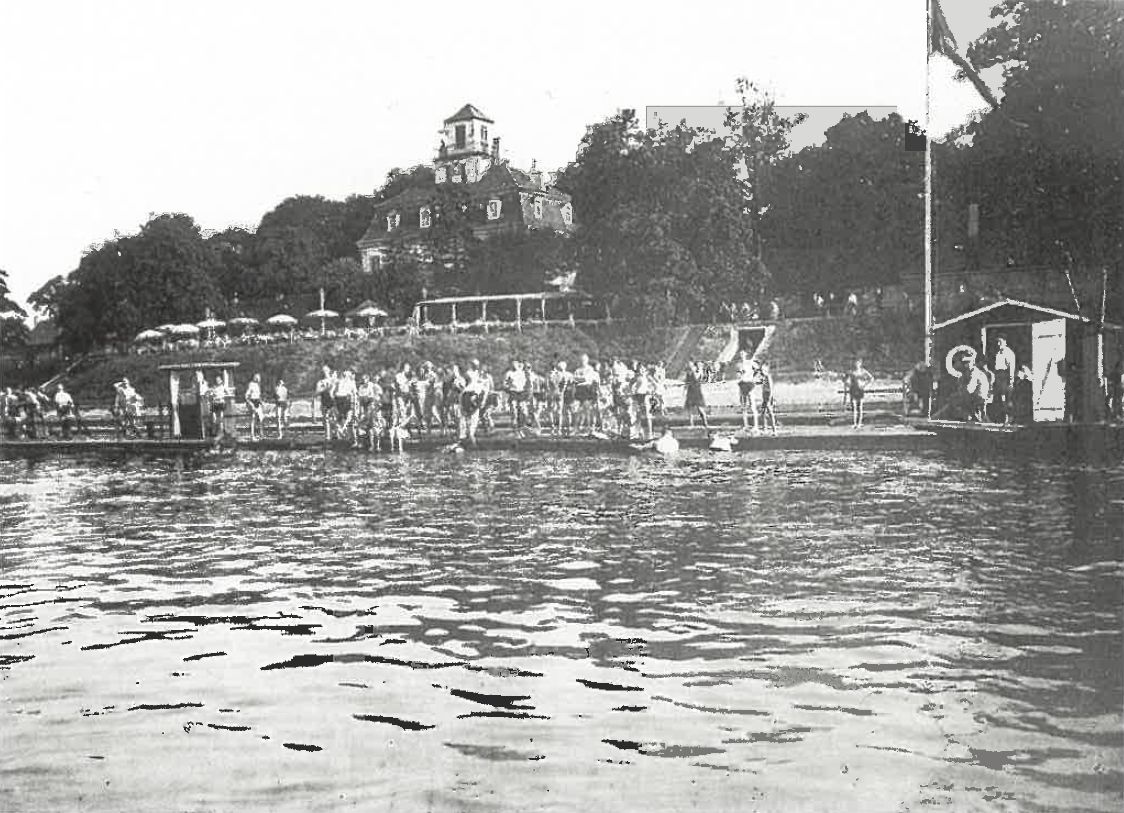
Anton’s Luftbad (um 1928)

Das wohl bekannteste (neben dem Lincke’schen Bad gelegene, das ja kein Elbebad im ursprünglichen Sinne war) Dresdner Elbebad, war das 1836 ursprünglich für Männer eingerichtete Anton's Luft- und Elbebad. Im Jahre 1873 vollständig umgebaut und mit großen Liegewiesen, Plansch-Bassin und Spielplätzen versehen, bildete es einen Mittelpunkt des Dresdener Elbebadelebens. 1922 wurde das Bad auf der gegenüberliegenden Johannstädter Elbseite endgültig und für mehrere Jahre mit einem festen Standplatz eröffnet (denn Anton’s gab es die Jahrzehnte zuvor auch oberhalb der Albertbrücke rechtselbisch). Bis zu 60.000 Besucher zählte das Bad in seinen Glanzzeiten und war das – nach 1925 von der neu gegründeten städtischen Bäderverwaltung (ab 1933 zum Amt für Leibesübungen gehörend) mit verwaltet – beliebteste Bad in Dresden. Obwohl der Besucherstrom ab 1925 abnahm und das Anton’s immer mehr städtische Zuschüsse benötigte (circa 20.000 bis 25.000 Reichsmark pro Jahr), kam circa ein Viertel der Besucher der Elbebäder in das Bad an der Vogelwiese. Eine annähernde Besucherzahl hatten nur das Lincke’sche und das Luftbad Zschonergrund aufzuweisen. Letztlich wurde mit Anton’s auch das berühmte Bad gleichen Namens beim Bombenangriff 1945 völlig zerstört. Zu erwähnen ist, dass hier auch der Sitz des Oberbademeisters aller städtischen Bäder war, während die Zentralverwaltung lange Zeit im Güntzbad saß.
Die Schwimm- und Bade-Anstalt gegenüber vom Wasserwerk Saloppe, einstmals für Männer und Knaben gebaut, bediente vorwiegend die Bewohner aus der Johannstadt und Blasewitz. Die ehemaligen Kiessling’schen in Blasewitz erfreuten sich als Kinderbad großer Beliebtheit. Hier erschwammen sich viele ihr Schwimmabzeichen. Bekannt ist das Bad an der ehemaligen Prinzenaue auch als Schnippelbad. Ursprünglich existierten dort eine Kinderbadeanstalt und das Schwimmbad für Frauen. Ersteres war in städtischem Besitz, letzteres gehörte anfangs Paul Starke. Dieser war es auch, der sich 1901 gegen die allzu starke städtische Konkurrenz in der unmittelbaren Nachbarschaft beschwerte (die lange Zeit kostenfreien Eintritt gewährte, bevor dann der Obolus von 5 Pfennig erhoben wurde) und die Verlegung dessen Standortes weitab von dem seinigen verlangte. Ansonsten böte er der Stadt den Verkauf seines Bades für 9.000 Reichsmark an, „da sich ein weiterer Betrieb nicht mehr lohne“. Die Stadt wiederum lehnte dieses Ansinnen mit dem kurzen Verweis auf das unterschiedliche Nutzerklientel ab. Fortan versuchte Starke mit lockenden Angeboten („Kaffeeklatsch bei Wellengang“) die Damen aus Gruna, Blasewitz und Striesen zum Badbesuch zu animieren. Die Segel endgültig streichen musste Starke in den Jahren des Ersten Weltkrieges, als durch die Holzknappheit der Aufbau seines Bades gefährdet war. Eine abgespeckte Kompromisslösung duldete die Stadt auch in seinem Falle nicht. Das Fehlen großer Teile der blickdichten Seitenverkleidungen ließ beispielsweise auch den Aufbau des Bades von „Hotte“ (Hottewitzsch) nahe der Marienbrücke scheitern, denn die Dürftigkeit der Bäder stand im krassen Gegensatz zur sonstigen Ästhetik der Dresdner Architektur und Kultur. Im Übrigen reichte die Stadtpolizei zur Begründung ihrer Ablehnung zudem noch das Argument aus, dass „der erwartete Verkehrsstrom auf den Brücken ob der halbbedeckten Leibermengen nicht vertretbar und außerdem der Elbblick gefährdet“ sei.
Die Blasewitzer Elbebäder ereilte in der Inflationszeit das gleiche Schicksal wie den Großteil der noch bis dahin privaten Elbebäder. Von teilweise siebzehn an oder auf der Elbe errichteten Schwimmanstalten waren 1924 noch fünf privat (zwei von Naumann, Schwenzer, Reichert und Hottewitzsch). Außer dem Familienbad Reichert verkauften alle, konnten jedoch teilweise – so das Beispiel von Höhle 1922 nach der Eingemeindung von Loschwitz 1921 – ihre Bäder wieder von der Stadt zurückpachten.

Hoehle’sche Bad (um 1919)

Rechtselbisch folgte denen von Blasewitz das Hoehle’sche Bad in Loschwitz. Hier badete und vergnügte sich die Loschwitzer Prominenz, hier lernten auch die Prinzen das Schwimmen. Berühmte Schauspieler, wie Langhoff, kamen schon sechs Uhr in der Frühe, zogen ein paar Runden (denn hier bestand die Ausnahme, dass man auch außerhalb der Abgrenzungen baden durfte). Im Jahre 1936 wurde es an die Stadt verkauft und beim Bombenangriff in seinem Winterquartier, im Loschwitzer Hafen der Sächsische Dampfschifffahrt, stark zerstört und 1947 endgültig abgewrackt. Dieser Winterhafen war zugleich auch Quartier für viele andere Dresdner Elbebäder, die teils auf ihren Flößen, später dann auf Pontons stehend, hier überwinterten und ab April dann wieder flott gemacht wurden. Andere wiederum lagen in der badefreien Zeit ab Ende September im Alberthafen. Hier jedoch kam es alle Jahre wieder dazu, dass aufgrund des schnell steigenden Wasserstandes bei einem Unwetter ein Bad sank, so unter anderem am 16. Januar 1902 das Militärbad.
Weitere Bäder an den Ufern der Elbe lagen außerdem in Tolkewitz, unterhalb der Fähre, weiterhin in Söbrigen, ebenfalls unterhalb der Schiffsanlegestelle und in Kleinzschachwitz, gegenüber Hosterwitz.

## Betrieb der Bäder
Im April begann man in den Winterquartieren die Bäder wieder für die Saison flott zu machen. Da die Schwimmanstalten seit jeher durch die gestrengen Augen des Oberältesten der Fischer-Innung und später des Oberbademeisters abgenommen wurden, musste ganze Arbeit bei der Wartung geleistet werden. Dies begann schon mit der Auswahl des richtigen Holzes durch die Zimmermeister, die letztlich für den Aufbau des Bades mit ihren Namen bürgten. Zumeist kam das Holz für den Badunterbau aus den Böhmischen Wäldern und gelangte auf Flößen in die Winterhäfen. Vor dem Einbau war es oft zwischengelagert, unter anderem im Schlachthof oder in dem Schuppen der Kohlenhandlung von Kunath in Loschwitz.
Aus Gründen der Holzknappheit nahm man ab Mitte der 1920er Jahre Rohrpontons als Grundlage. Da diese jedoch sehr rostanfällig waren, konnten sie nicht im Wasser überwintern, sondern mussten vollständig abgebaut werden. Alle Bäder nahe und oberhalb des Blauen Wunders wurden im Loschwitzer Hafen montiert, die meisten anderen im Pieschener oder Albert-Hafen. Jeweils vier bis fünf Baubetriebe hämmerten, verbanden und schraubten drei bis vier Wochen lang. Nach Abschluss der Arbeiten, Begutachtung und finaler Abnahme der Schwimm-Anstalt brachte man das Bad und mit diesem die Zimmerer und Bademeister zum „Klarschiff“. Ab Anfang Mai wurden dann die Bäder an ihren Standort gebracht und verankert. Zumeist wohnte die Familie des Bademeisters bis zum Herbst in einem Seitenteil der Anlage auf 25 bis 30 Quadratmetern. Die ersten Bader wagten sich schon bei 14 °C Wassertemperatur in den Strom. Durchschnittlich lag diese im Sommer bei 18 bis 19 °C.
Im Herbst und Winter warteten auf die Betreiber der Bäder Qualifizierungen zum Bademeister, Rettungsübungen oder auch diverse Instandhaltungsarbeiten. Die Angestellten der städtischen Freibäder gingen dann in die städtischen Hallenbäder. Private Bademeister verdingten sich als Schulheizer oder anderswo. Ab 15. September verschwanden dann die unzähligen Rettungsbuden vom Ufer, die im Sommer von Freiwilligen der Deutsche Gesellschaft zur Rettung Schiffbrüchiger besetzt waren. Die Bäder wurden in die Häfen geschleppt, winterfest gemacht, die Möbel der Badbesitzer oftmals im Rathaus eingelagert.
Mitfinanziert wurden Flussbadeanstalten und Volksbäder damals von der Städtischen Sparkasse, über deren Gewinne Dresden zu bestimmten Zwecken verfügen durfte. Von 1904 bis 1908 wurden dafür 22.609 Mark ausgegeben.

## Das Ende der Elbebäder
Fast 170 Jahre währte die volkstümliche Tradition der Elbebäder. Solange prägten die schwimmenden Kästen, Zellen und Bretterverhaue das Leben auf und auch an der Elbe. Sie gehörten zur Stadtsilhouette. Viele Maler, Dichter, Fotografen hielten das Milieu im Bild fest. Diese Tradition fand nicht einen jähen Abbruch. Abgesehen von den ewigen von Neid und Konkurrenz getriebenen Kämpfen untereinander, konnte eine hartnäckige Prüderie gerade in den obrigkeitlichen Köpfen nie beseitigt werden. Seit Anbeginn wurde versucht, aus „sittlichen Gründen“ die Freizügigkeit der Badekultur einzudämmen. Noch 1935 heißt es in einer amtlichen Meldung: „An dem Badeverbot hat die Stadt aus sittlichen Gründen und zur Wahrung der Würde als Kunst- und Fremdenstadt ein einheitliches Interesse.“ Auch Beschwerden der Anwohner wegen der „wahrlich nicht zu verhindernden Anblicke des halbnackten Menschen“ taten ihr übriges.
Hinzu kamen der verstärkte Ausbau der städtischen Bäder und Schwimmhallen ab Beginn des 20. Jahrhunderts (so unter anderem das Güntzbad, das Nordbad oder später die Luftbäder, wie das Georg-Arnhold-Bad, das Bad in Lockwitz oder das Central-Bad auf der Wittenberger Straße). Schon seit Mitte des vorigen Jahrhunderts waren kleine Badeanstalten eine Konkurrenz. Sie dienten jedoch vorwiegend auch „reinlichhygienischen“ Zwecken und hatten weniger mit der sonnigen Belustigung in und an der Elbe zu tun.
Die Industrialisierung und die zunehmende Zuleitung von Abwässern in die Elbe (Zellulosewerk in Heidenau, Schlachthof und andere) verschmutzten die Elbe zusehends. Teilweise Begradigungen des Elbelaufs erhöhten die Fließgeschwindigkeit und nutzten damit der Elbschifffahrt. Parallel dazu erhöhte sich das Unfallrisiko für die Badenden. Die Zahl der Unfälle stieg beträchtlich, nicht zuletzt durch ein enorm gestiegenes Schiffsaufkommen. Der Ausbau der Uferzonen, insbesondere ab 1934/35 des Königsufers am Neustädter Elbufer, verdrängte die Badeanstalten. Häufige Gewitterstürme und Hochwasser zerstörten die Pontons oder Flöße auch in ihren Winterhäfen. Die notwendigen Zuschüsse durch die Stadt wurden immer geringer. Gerade in der Zeit der Inflation schlossen so die meisten Elbbäder.
Nachdem am 15. Juni 1947 zum letzten Male das Loschwitzer Elbebad eröffnet wurde, fand mit der Abwrackung dieses letzten Elbebades im September desselben Jahres eine lange Tradition ihr Ende. Zwar gab es keine eigentlichen Elbebäder mehr, dennoch trauten sich einige wenige auch weiterhin in den Strom. Die Unfälle aber häuften sich derart, dass der neue Staat eingriff. Trotzdem gingen nach Schätzungen in ganz Sachsen am Verlauf der Elbe noch 15.000 Menschen baden.
Die Propaganda der DDR versuchte agitatorisch dem entgegenzuwirken. Ein letztes offizielles Volksschwimmen gestattete sie 1950. Endgültig und unter Androhung härtester Strafen wurde 1954 das Baden in der Elbe generell verboten.

## Zukunft der Elbebäder
In Prag kann in der Moldau gebadet werden, in Basel im Rhein, in Berlin in der Spree, in Zürich im Limmat. In Dresden gibt es keine offiziellen Badestellen. Zum Elbhangfest 1999 war die Idee für kurze Zeit umgesetzt worden. 2002 und 2004 habe es Anfragen für das Errichten von Badestellen bei der Stadt Dresden gegeben. Laut Oberbürgermeister Dirk Hilbert müsste ein solches Projekt hohe Hürden überwinden: Die Elbe sei kein Badegewässer, die Badewasserqualität werde nicht in allen Parametern erreicht. Der Fluss werde vielfältig genutzt, es müsse mit dem Vorkommen von krankheitserregenden Keimen im Wasser gerechnet werden. Das Errichten baulicher Anlagen in oder an der Elbe oder auch ein fest installiertes Badeschiff wären wasserrechtlich genehmigungspflichtig. Das Genehmigungsverfahren beinhalte auch die Prüfung der naturschutzrechtlichen Belange. Weite Flächen des Elbevorlandes würden in zum Teil mehreren Schutzgebieten liegen. Auch ein Freibad im Ostragehege wurde immer mal wieder besprochen, kam aber nie über die Idee hinaus.
Seit 1998 findet jährlich ein Elbeschwimmen mit bis zu 1800 Teilnehmern statt. Die Strecke beträgt dabei 3,5 Kilometer.
2002 fand ein Elbebadetag statt, der seitdem unter verschiedenen Bezeichnungen seine Wiederholung fand. Bei dem Ereignis 2002 wurde der Entwurf eines neuen Luft- und Elbebads mit einer 50 Meter langen und 15 Meter breiten Konstruktion vorgestellt.

## Galerie

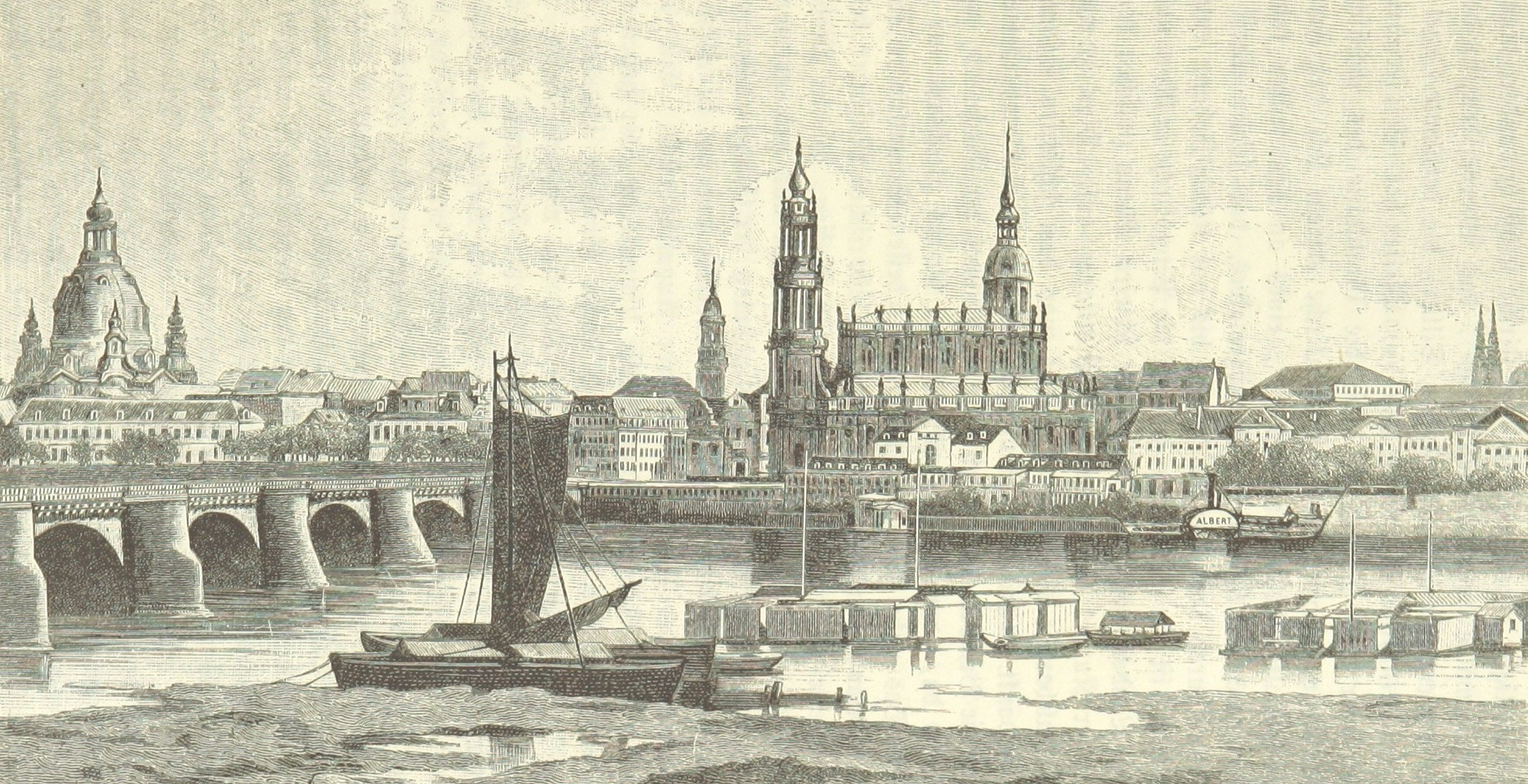
Flussbäder an der Augustusbrücke (1886)
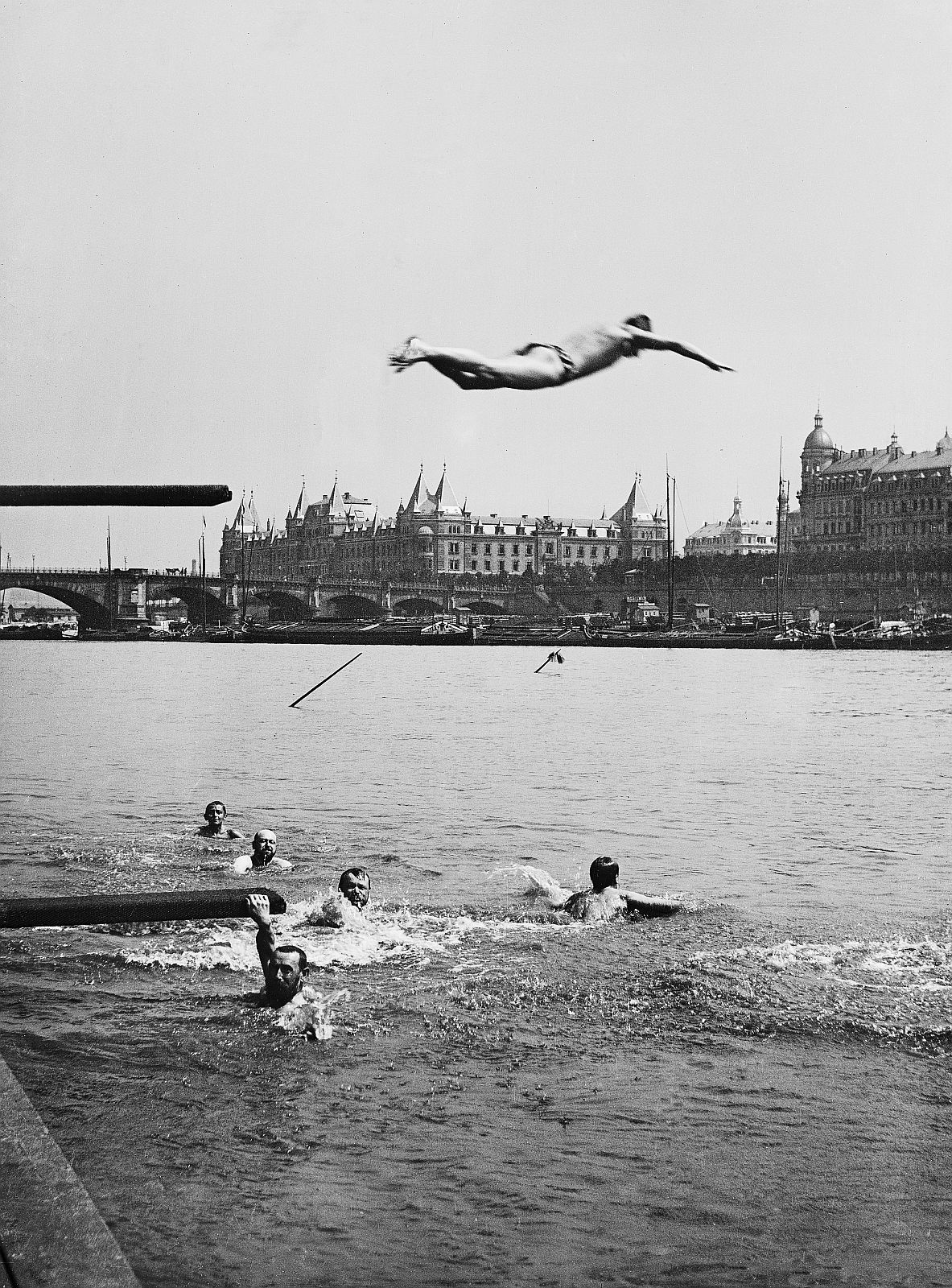
Sprung in die Elbe (um 1900)
Wildes Baden
Bäder (1910)
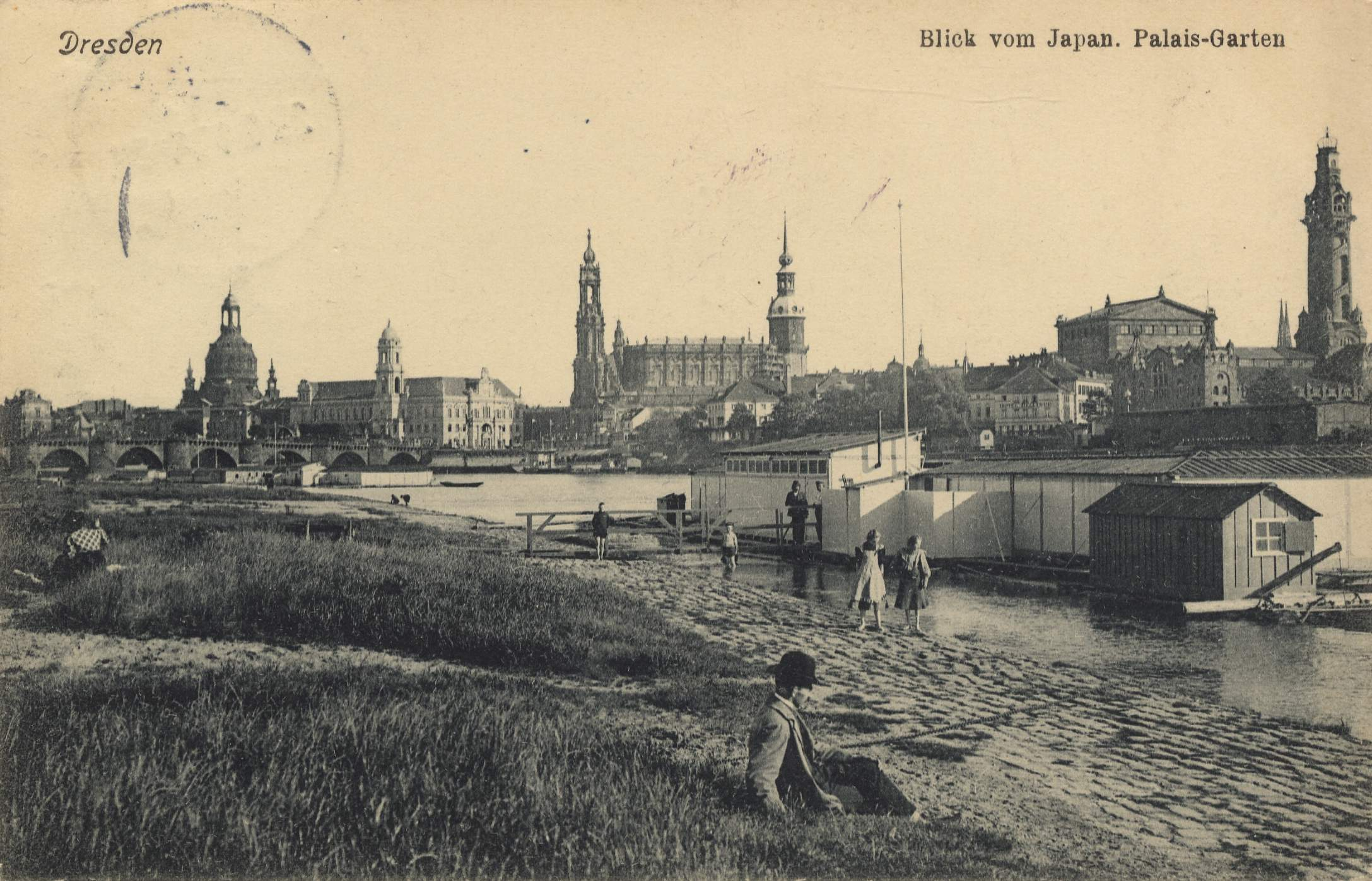
Flussbad am Japanischen Palais (um 1910)
Marienbad 1921 bei Niedrigwasser

## Liste der Flussbäder
Der Versuch, die Vielfalt der Dresdner Elbebäder in eine formale Statistik zu pressen, scheitert an der Mobilität des Besitzstandes. So wechselten die Bäder oft ihre Eigentumszuordnung von privat zu städtisch, jedoch auch umgekehrt. Oft wurden die Badeanstalten weiterverkauft: nur ganz wenige Namen findet man kontinuierlich über die Jahrzehnte bis 1932/33 wie Gasse, Höhle, Hottewitzsch, Krüger, Naumann, Weber und Zabel. Auch der Standort wurde nach der jährlichen Beantragung jeweils neu zugewiesen, wobei obrigkeitliche, „sittliche Bedenken“ oftmals eine Rolle spielten.
So mussten beispielsweise nach der Saison 1894 die Amalienbäder und Friedrichsbäder aus sittlichen und Landungsgründen für die Schifffahrt sowie aus Gründen der Behinderung des Gondelverkehrs als Zubringer zu den Badeanstalten ihren damals ohnehin schon selten gewordenen Standort am linken Elbufer gegen einen am rechten Elbufer neben dem Militärbad eintauschen.
In die Übersicht einbezogen sind die heute eingemeindeten Vororte. Etwaige Doppelaufnahmen durch nicht nachvollziehbare Namens- und Standortzuordnungen sind möglich. Die Standardsortierung erfolgt elbabwärts.
| Name                                                             | Standort                                | Art                                                    | Elbseite                             | Erwähnt seit           | Besitzer                                     |
| ---------------------------------------------------------------- | --------------------------------------- | ------------------------------------------------------ | ------------------------------------ | ---------------------- | -------------------------------------------- |
|                                                                  | Söbrigen, unterhalb Schiffsanlegestelle | Elbestrandbad und Zellenbad                            | linkselbisch                         | Anfang 20. Jahrhundert | unbekannt                                    |
|                                                                  | Kleinzschachwitz gegenüber Hosterwitz   | Elbestrandbad und Zellenbad                            | linkselbisch                         | 1897                   | unbekannt                                    |
|                                                                  | Tolkewitz, unterhalb der Fähre          | Kastenbad                                              | linkselbisch                         | Anfang 20. Jahrhundert | Schäfer                                      |
| Hoehle’s Schwimmanstalt                                          | Loschwitz                               | Elbestrandbad, Kastenbad, Zellenbad                    | rechtselbisch                        | 1902                   | Hoehle, Stadt Dresden                        |
| Kiesling’sche Badeanstalt                                        | Blasewitz                               | Kinderbad als Kastenbad                                | linkselbisch                         | Anfang 20. Jahrhundert | Kiesling, Starke, Stadt Dresden              |
| Stadtbad Blasewitz                                               | Blasewitz                               | Elbestrandbad, Zellenbad                               | linkselbisch                         | 1876                   | Kiesling, Reichert, Schwenzer, Stadt Dresden |
| Schwimm- und Badeanstalt                                         | gegenüber der Saloppe                   | Elbestrandbad, kleines Kastenbad für Knaben und Männer | linkselbisch                         | unbekannt              | Kiesling, Stadt Dresden                      |
| Anton's                                                          |                                         | Elbestrandbad, Kastenbad, einzeln Zellenbad, Luftbad   | linkselbisch                         | 1843                   | Naumann, Weber, Stadt Dresden                |
| Blochmann’sches Bad                                              |                                         | Kastenbad, Schulbad                                    | linkselbisch                         | ca. 1830               | Blochmann, Stadt Dresden                     |
| Schwimmanstalt von Naumann                                       | Gegenüber Coselscher Garten             | Kastenbad                                              | linkselbisch                         | 1839                   | Naumann, Stadt Dresden                       |
| Amalienbäder                                                     |                                         | Kasten- und Zellenbad                                  | links- und ab 1894 rechtselbisch     | 1856                   | Naumann                                      |
| Friedrichsbäder                                                  |                                         | Kasten- und Zellenbad                                  | rechtselbisch                        | 1843                   | Weber                                        |
| Militärbad                                                       |                                         | Kastenbad                                              | rechtselbisch                        | ca. 1830               | Militärverwaltung                            |
| Gasse’s Schwimmanstalten                                         |                                         | Kastenbad                                              | rechtselbisch                        | ca. 1826               | Gasse, Stadt Dresden                         |
| Krüger’s Schwimmanstalt                                          |                                         | Kastenbad                                              | rechtselbisch                        | ca. 1836               | Krüger                                       |
| Allgemeine Bade- und Schwimmanstalt (später Stadtbad für Knaben) |                                         | Kastenbad                                              | rechtselbisch                        | 1838                   | Krüger                                       |
| Augustusbäder                                                    |                                         | Zellenbad                                              | rechtselbisch                        | 1842                   | Weber                                        |
| Marien-Bäder                                                     |                                         | Elbestrandbad, Zellenbad                               | rechtselbisch                        | 1838                   | Gasse, Stadt Dresden                         |
| Stadtbad für Frauen                                              |                                         | Zellenbad                                              | rechtselbisch                        | 1896                   | Krüger, Hottewitzsch                         |
| Johannes-Bäder                                                   |                                         | Zellenbad                                              | rechtselbisch                        | 1843                   | Krüger, Grasse                               |
| Hottewitzsch'es Bad                                              | Gegenüber von Pieschen                  | Kasten- und Zellenbad                                  | rechtselbisch, vor 1824 linkselbisch | 1872                   | Hottewitzsch                                 |
| Karls-Bäder (später Städtisches Freibad)                         |                                         | Kastenbad                                              | rechtselbisch                        | 1841                   | Weber, Stadt Dresden                         |
| Augustus-Bäder                                                   |                                         | Zellenbad                                              | rechtselbisch                        | 1842                   | Naumann                                      |
| Sidonien-Bäder (später Städtisches Freibad)                      |                                         | Kastenbad                                              | rechtselbisch                        | 1856                   | Weber, Schwenzer, Stadt Dresden              |
| Neustädter Stadtbad                                              |                                         | Kastenbad                                              | rechtselbisch                        | 1902                   | Stadt Dresden                                |
| Pieschner Bad                                                    |                                         | Elbestrandbad, Kastenbad                               | rechtselbisch                        | 1892                   | Stadt Dresden                                |
| Bad am Ostra-Gehege                                              | Bei Onkel Tom’s Hütte                   | Elbestrandbad, Kastenbad                               | linkselbisch                         | 1839                   | Schaller, Stadt Dresden                      |
| Stadtbad Cotta                                                   |                                         | Kasten- und Zellenbad                                  | linkselbisch                         | 1872/1914              | Stadt Dresden                                |
| Elbebahnen-Bad                                                   | Stetzsch                                | Kastenbad                                              | linkselbisch                         | 1914                   | Stadt Dresden                                |